# Elasmometopus madecassus
Elasmometopus madecassus är en insektsart som beskrevs av Lucien Chopard 1952. Elasmometopus madecassus ingår i släktet Elasmometopus och familjen vårtbitare. Inga underarter finns listade i Catalogue of Life.